# Варданян, Грета
Гре́та Варданя́н (род. 20 февраля 1986) — армянская пауэрлифтерша и паралимпийская горнолыжница. Пять раз выступала за Армению на Паралимпийских играх: один раз на зимних (в 2006 году) и четыре раза на летних (в 2008, 2012, 2016 и 2024 годах). На всех Летних играх, в которых принимала участие, выступала знаменосцем.

## Ранние годы
Грета Варданян (урождённая Хндзрцян) родилась 20 февраля 1986 года. Когда ей было два года, она пострадала во время Спитакского землетрясения. В результате происшествия обе её ноги были ампутированы выше колена. Родители и братья Варданян погибли из-за травм, полученных во время землетрясения.

## Спортивная карьера

### Горнолыжный спорт
Варданян начала заниматься спортом в 1993 году, выбрав пара-горнолыжный спорт. С 2002 по 2005 год она принимала участие в соревнованиях в США. Используя свою девичью фамилию, она была одной из двух спортсменок, выступавших за Армению на Зимних Паралимпийских играх 2006 года в Турине, Италия. Варданян участвовала в гигантском слаломе среди женщин в сидячей позиции, пройдя трассу за 3 ч. 43 мин. 29 сек. и заняв 11-е место.

### Тяжёлая атлетика
Профессионально заниматься тяжёлой атлетикой она начала в 2005 году, а уже через два года приняла участие в своих первых международных соревнованиях, когда на Открытом чемпионате Европы в Греции заняла в своей весовой категории второе место и завоевала серебряную медаль. Её первые летние Паралимпийские игры прошли в Пекине (Китай) в 2008 году. Она была выбрана знаменосцем от Армении во время Парада наций на Церемонии открытия. Варданян не сумела поднять вес в 80 кг с трёх попыток, таким образом не завоевала ни одной медали в весовой категории «до 48 кг среди женщин».
В 2012 году была выбрана вместе с пловчихой Магой Овакимян в состав женской Паралимпийской сборной для участия в Летних Паралимпийских играх 2012 года в Лондоне. Во второй раз была отобрана знаменосцем от Армении на Параде наций во время Церемонии открытия. Варданян завершила соревнования в весовой категории «до 48 кг среди женщин» с результатом 82 кг, оставшись без наград.
Была отобрана снова для участия от Армении в Летних Паралимпийских играх 2016 года в Рио-де-Жанейро. Как и на предыдущих двух соревнованиях, она была отобрана знаменосцем от Армении на Параде наций. Заняла пятое место в своей весовой категории, а её самый большой результат составил 96 кг.
Варданян заняла второе место на открытии Кубка мира по парапауэрлифтингу в 2017 году, который проходил в Эгере, Венгрия. Выступая в категории 55 кг, она подняла вес в 85 кг, уступив лишь чилийке Камиле Кампос, поднявшей 92 кг.
Была отобрана в четвёртый раз знаменосцем от Армении на Летних Паралимпийских играх 2024 в Париже.

## Личная жизнь
Варданян замужем, имеет дочь. Она живёт со своей семьёй в Гюмри, Ширакская область. Училась в Армянском государственном педагогическом университете, по специальности она — психолог.